# Illice apicipicta
Illice apicipicta là một loài bướm đêm thuộc phân họ Arctiinae, họ Erebidae.